# ФК „Хафия“
Футболен клуб „Хафия“ е футболен клуб със седалище в Конакри, Гвинея. Основан през 1951 г., отборът е известен като Конакри II през 60-те години, като печели три титли с това име. „Хафия“ печели общо 16 титли в лигата, доминирайки през 60-те и 70-те години, но последната им титла в лигата е през 1985 г. Клубът популяризира играчи като Папа Камара, Бенгали Сила, Абдолайе Кейта, Шериф Сюлейман, Петит Сори, Мамаду Кейта.
В началото на 2021 г. започва строителството на новия стадион „Петит Сори“, кръстен на легендата на „Хафия“, Петит Сори.

## Златни години
Златната ера на „Хафия“ е през 70-те години на XX век, когато те доминират в африканския футбол, печелейки Купата на африканските шампионски клубове три пъти – през 1972, 1975 и 1977.

## Отличия

### Домашни
- Лига 1 на Гвинея: 16
  - Шампион: 1966, 1967, 1968, 1971, 1972, 1973, 1974, 1975, 1976, 1977, 1978, 1979, 1982, 1983, 1985, 2023 г.
- Национална купа на Гвинея: 4
  - Победител: 1992, 1993, 2002, 2017

### Континенталени
- Клубове от Африканската купа на шампионите: 3
  - Шампион: 1972, 1975, 1977
  - Вицешампион: 1976, 1978